# Dalbergia mexicana
Dalbergia mexicana är en ärtväxtart som beskrevs av Henri François Pittier. Dalbergia mexicana ingår i släktet Dalbergia, och familjen ärtväxter. Inga underarter finns listade i Catalogue of Life.